# Associação Internacional de Sismologia e Física do Interior da Terra
A Associação Internacional de Sismologia e Física do Interior da Terra (IASPEI) é uma organização não governamental (ONG) científica, que promove o estudo da estrutura, propriedades e processos da Terra. É uma das oito associações semiautónomas que compõem a União Internacional de Geodesia e Geofísica (IUGG).

## História
Em abril de 1901, na Primeira Conferência Internacional sobre Sismologia, realizada em Estrasburgo, foi proposta a criação da Associação Internacional de Sismologia (IAS), com o intuito de promover a colaboração de cientistas e engenheiros que estudavam os sismos. Então, em 1 de abril de 1904 foi criada a IAS, que incluía inicialmente 18 países.
Em 1951, a designação da IAS foi alterada e estendida para Associação Internacional de Sismologia e Física da Terra (IASPEI), de modo a incluir as atividades desta associação relacionadas ao estudo dos fenómenos físicos do interior da Terra, como, por exemplo, a tectonofísica, a geotermia, a radioatividade, a elasticidade e a plasticidade.

## Objetivos
Os principais objetivos e atividades da IASPEI são:
- Facilitar a investigação sobre sismologia aplicada, observacional e teórica, como a propagação de ondas sísmicas, a comparação de instrumentos usados em diferentes países, a adoção de padrões para a prática observatória e armazenamento de dados e, em geral, todas as matérias relacionadas com a sismologia.
- Promover a investigação multidisciplinar relacionada com a ciência dos sismos, a estrutura interna, as propriedades e os processos da Terra.
- Iniciar e coordenar a conduta e comunicação de investigação relacionada que dependa da cooperação entre diferentes países.
- Organizar e apoiar as conferências e reuniões internacionais que incidam sobre os tópicos supramencionadas e apoiar, incluindo financeiramente, se o orçamento permitir, a participação nessas reuniões de jovens investigadores e cientistas de países em desenvolvimento.

## Organismos filiados
Os organismos que estão presentemente filiados à IASPEI são:
- Comissão sobre Prática
- Comissão sobre Perigo e Previsão de Sismos
- Comissão para Década Internacional de Redução de Desastres Naturais
- Comissão sobre Propagação de Ondas
- Comissão sobre Sismologia de Fonte Controlada
- Comissão sobre Geodinâmica e Tectonofísica
- Comissão Internacional de Fluxo Térmico — em conjunto com a Associação Internacional de Vulcanologia e Química do Interior da Terra (IAVCEI) e Associação Internacional para as Ciências Físicas dos Oceanos (IAPSO)
- Comissão sobre Propriedades Físicas e Químicas de Materiais do Interior da Terra — em conjunto com a IAVCEI
- Comité sobre Sismologia Vulcânica — em conjunto com a IAVCEI
- Comissão Sismológica Europeia
- Comissão Sismológica Asiática
- Comité sobre Educação
- Comité para os Países em Desenvolvimento
- Comissão Internacional sobre Ciências da Terra em África
- Federação das Redes Sismográficas Digitais de Banda Larga
- Rede Internacional dos Oceanos